# James Melville Babington
Pour les articles homonymes, voir Babington.
James Melville Babington (Corstorphine, 31 juillet 1854 - Kelso, 15 juin 1936) était un général britannique.
Il était officier de cavalerie dans l'armée britannique (British Army) et, après s'être distingué pendant la deuxième guerre des Boers, il a participé à la Première Guerre mondiale en commandant des unités d'infanterie sur le front occidental. En novembre 1917, il est transféré sur le front italien à la tête d'une division puis d'un corps d'armée britannique avec lequel il combat avec succès lors de la bataille de Vittorio Veneto.

## Biographie
Babington est né en Ecosse à Hanley House, Corstorphine, le 31 juillet 1854, de William Babington (1826-1913) et Augusta Mary Melville (1832-1913). S'étant lancé dans une carrière militaire, Babington est promu en 1873 au rang de sous-lieutenant dans le 16th Lancers, un régiment de cavalerie connu sous le nom de "Scarlets". De 1877 à 1880, il est adjudant-major du régiment et, en 1884, il accompagne le général Charles Warren dans l'expédition Bechuanaland, où il reçoit une citation officielle pour son service. De janvier 1889 à juillet 1890, Babington, promu capitaine, est l'aide de camp du général Evelyn Wood pendant le commandement de ce dernier à Aldershot, site du principal camp d'entraînement de l'armée britannique. Cette affectation est une occasion précieuse pour Babington d'acquérir une éducation militaire moderne et aussi une reconnaissance de ses qualités: le général Evelyn Wood ne choisit en effet que les officiers les plus compétents pour faire partie de son entourage. Après être revenu avec le grade de major pour servir dans le régiment, Babington prend le commandement du 16th Lancers en 1892. De 1896 à 1899, il est assistant-adjudant général en Inde, tandis qu'après son retour en Grande-Bretagne, il devient chef d'état-major de la brigade de cavalerie à Aldershot.
Au cours de la deuxième guerre des Boers, Babington, promu au rang de major-général, commande initialement la 1ère brigade de cavalerie, subordonnée au commandement de la division de cavalerie du général John French, mais entretient de mauvaises relations avec le maréchal Frederick Roberts. Le commandant en chef britannique le considérait comme "un type tellement 'difficile' qu'il faisait perdre toute énergie aux régiments" et lui retira son commandement, le remplaçant par le général Robert Broadwood; la rumeur voulait que son remplacement ait également été causé par l'amitié de Babington avec le général Redvers Buller, un grand rival du maréchal Roberts. Malgré ces problèmes initiaux, Babington reprend du service dans la dernière partie de la guerre des Boers où il peut enfin montrer ses compétences et son expérience dans l'organisation et l'emploi de la cavalerie et des troupes montées. À la tête de l'une des nouvelles colonnes mobiles de troupes montées organisées par le maréchal Horatio Kitchener pour faire face aux guérillas boers, Babington remporte de nombreuses victoires locales en Afrique du Sud et devient apprécié de ses supérieurs et craint de ses adversaires boers. Babington quitte le théâtre de la guerre en septembre 1901 et rentre chez lui début octobre.
De 1902 à 1907, Babington sert en Nouvelle-Zélande en tant que commandant des New Zealand Defence Force (Forces de défense néo-zélandaises) et devient colonel honoraire du 5th Mounted Rifles (Otago Hussars). Après son retour en Grande-Bretagne, il prend le commandement de la Lowland Mounted Brigade de 1908 à 1913.
Au début de la Première Guerre mondiale, il se voit confier le commandement de la 23e division (23rd Division), l'une des nouvelles unités dite "Kitchener's Army", l'armée de volontaires qui se prépare à renforcer les troupes britanniques en France. Babington est décrit comme "un homme âgé mais courageux, très populaire auprès des soldats". Sous son commandement, la 23e division est considérée comme "une division efficace et très combative". Le général est l'un des rares officiers à veiller à ce que ses soldats soient correctement équipés, obtenant l'autorisation de dépenser 17 000 £ en vêtements et envoyant deux officiers dans le nord de l'Angleterre avant que la division ne parte outre-mer pour acheter 20 000 ensembles de sous-vêtements et de bottes. Pendant la campagne sur le front occidental, Babington a dirigé sa division dans la plupart des batailles sanglantes et stériles de la guerre des tranchées, notamment la bataille de la Somme et la troisième bataille d'Ypres (Bataille de Passchendaele).
En novembre 1917, le général Babington est envoyé avec la 23e division sur le front italien pour faire partie, avec cinq autres divisions britanniques et cinq divisions françaises, du corps expéditionnaire envoyé en urgence en Italie pour soutenir les Alliés après la grave défaite de Caporetto. Babington et sa division participent à la bataille du Solstice au cours de l'été 1918 avant d'être promu au commandement du XIVe Corps britannique, qui, composé de la 23e Division et de la 7e Division, est déployé sur la rivière Piave sous la 10e Armée du général Frederick Cavan. Le général Babington a mené avec succès le XIVe corps d'armée dans la bataille décisive de Vittorio Veneto, réussissant à traverser le Piave à Grave di Papadopoli et à poursuivre les troupes austro-hongroises en déroute.
Après la fin de la guerre, Babington devient le commandant des forces britanniques en Italie pendant un certain temps avant de se retirer de l'armée avec le grade de lieutenant-général. Au cours de sa carrière, il a obtenu de nombreuses récompenses en France, l'Ordre du Bain et l'Ordre de Saint-Michel et Saint-Georges, et à l'étranger, la Croix de guerre française, la Croce di guerra italienne, la Légion d'honneur et l'Ordre militaire de Savoie.
Babington vivait à Pinnacle Hill, près de Kelso, dans les  Roxburghshire; il avait épousé Eleanor Lawson (1868-1943), fille de Thomas James Lawson. Il décède le 15 juin 1936.

## Décorations

### Décorations britanniques
- Chevalier commandeur de l'Ordre du Bain
 - Chevalier commandeur de l'Ordre de Saint-Michel et Saint-Georges

### Décorations étrangères
- Croix de guerre (France)
 - Chevalier de l'Ordre militaire de Savoie (Italie)
 - Croix de guerre de la valeur militaire (Italie)
 - Commandeur de l'Ordre national de la Légion d'honneur

## Source
- (it) Cet article est partiellement ou en totalité issu de l’article de Wikipédia en italien intitulé « James Melville Babington » (voir la liste des auteurs).